# Bitva o Popasnu
Bitva o Popasnu byla vojenským střetnutím během tažení na východní Ukrajině v rámci bitvy o Donbas, bitva začala 3. března 2022 a skončila 7. května 2022. V důsledku bojů se město, ve kterém před válkou žilo asi 20 000 obyvatel, stalo „městem duchů“, téměř všechny domy byly zničeny nebo vážně poškozeny.

## Pozadí
Popasna je důležitým regionálním uzlem s mnoha silničními křižovatkami, které jsou klíčové pro separatistické síly během války na Donbasu a ruského postupu během tažení na východní Ukrajině v rámci ruské invaze na Ukrajinu. V průběhu let konfliktu na Donbasu probíhaly zdlouhavé bitvy, přičemž střety mezi ukrajinskými a separatistickými silami probíhaly četně každý rok. Před rozsáhlou invazí ze strany Ruska na začátku roku 2022 ukrajinské síly držely řadu osad v okolí aglomerace, včetně samotného města, obcí Troicke a Novooleksandrivka, Hirske, Zolote a Novotoškivske. Před invazí mělo město přibližně 22 000 obyvatel.

## Bitva
Rusko-ukrajinské střety o silně opevněné město začaly kolem 3. března 2022. Jednotky Luhanské lidové republiky (LLR) a ruských ozbrojených sil zde postoupily a 18. dubna dobyly Kreminnu dále na sever. Později začaly postupovat směrem k Popasně na jižní ose a Rubižne podél jižní osy.
V polovině dubna zahájily ruské jednotky a jednotky LLR dělostřelecké a letecké údery na ukrajinské pozice v oblasti Popasna. Jak boje a ostřelování pokračovaly, civilisté žijící v předních oblastech prchali do sklepů, aby se ukryli. Podle Institutu pro studium války však do 18. dubna ruská armáda na místě pokročila jen málo. Podle proruských zdrojů zahájily síly Ruska a LLR v regionu 20. dubna po nočních ukrajinských protiútocích další dělostřelecké a raketové palby. Ve stejný den čečenský prezident Ramzan Kadyrov prohlásil, že Hennadij Ščerbak, „ukrajinský nacionalista, který spolupracoval s instruktory NATO“, byl zabit v Popasně.
Dne 21. dubna ukrajinská 24. mechanizovaná brigáda, jedna z hlavních jednotek bránících sektor, tvrdila, že při nočních střetech v Popasně a okolí zabila něco, co vypadalo jako 25členná jednotka proruských zahraničních žoldáků. Oleksij Danilov, šéf ukrajinské Národní bezpečnostní rady, uvedl, že od těl z jednotky byly údajně získány libyjské a syrské identifikační dokumenty. 24. mechanizovaná brigáda uvedla, že úspěšně odrazila jejich útok, a odhadla, že ozbrojenci byli zahraniční bojovníci soukromé vojenské společnosti Wagnerova skupina a ruští občané venkovského původu. Danilov řekl, že Popasna zůstala pod plnou ukrajinskou kontrolou, nicméně předseda Luhanské regionální správy Serhij Hajdaj řekl, že těžké boje o město pokračují.
Dne 22. dubna Serhij Hajdaj prohlásil, že ruská armáda selhala v Popasně a Rubižne. Zároveň řekl, že ruské a LLR jednotky ovládají 80 procent území Luhanské oblasti. Nicméně o dva týdny později, 7. května, bylo město údajně dobyto ruskými žoldáckými silami z Wagnerovy skupiny. Město bylo zpustošeno boji a čečenští kadyrovci byli podezřelí z účasti v poslední fázi bitvy. Hajdaj potvrdil, že se ukrajinské jednotky stáhly.
Dne 7. května Hajdaj nejprve ve svém telegramovém kanálu uvedl, že Rusové kontrolují pouze polovinu města, ale později přiznal, že se ukrajinské síly stáhly z celé Popasny. Podle západních zdrojů byla Popasna plně pod ruskou kontrolou. Podle proruského telegramového kanálu RIA FAN začaly ruské a LLR síly ve městě ustavovat novou vládu podporovanou Ruskem a pokračovaly v postupu na západ jako součást větší ofenzívy.

## Následky
V srpnu se objevilo video a fotografie hlavy a rukou ukrajinského válečného zajatce naraženého na tyčích. Na videu bylo vidět zohavené tělo zajatého vojáka a poté jeho hlavu naraženou na dřevěné tyči s rukama na kovových hrotech po obou jejích stranách před zahradou jednoho domu. Záběry byly zdánlivě pořízeny koncem července a geolokace ukázala, že je blízko centra Popasny; nápis na zdi jedné z fotografií ukazoval „21 Nahirna ulice“. Video a fotografie zveřejnil Hajdaj na svém kanálu Telegram spolu s komentáři „Dvacáté první století, okupovaná Popasna, lidská lebka na plotě“ a Na Rusech není nic lidského. „Jsme ve válce s nelidmi.“ Reakce na video na sociálních sítích byly drsné. Michail Chodorkovskij, ruský oligarcha v exilu, popsal obrázek jako příklad „ruského světa“, což je propagandistický termín používaný ruskými úřady k označení kulturní a politické unie rusky mluvících osob. Olexander Sčerba, bývalý velvyslanec Ukrajiny v Rakousku, označil událost za válečný zločin.